# Illiberis nigra
Illiberis nigra es una especie de mariposa de la familia Zygaenidae.
Fue descrita científicamente por Leech en 1888.